# Prem Qaidi
Prem Qaidi è un film del 1991, diretto da K. Murali Mohan Rao. Con protagonisti debuttani Karisma Kapoor e Harish Kumar.

## Colonna sonora
1. S.P. Balasubramaniam, Kavita Krishnamurthy – Antakshari
2. S.P. Balasubramaniam, Kavita Krishnamurthy – Arey Logo Zara Dekho
3. S.P. Balasubramaniam, Kavita Krishnamurthy – Hum Hain Premqaidi
4. S.P. Balasubramaniam, Kavita Krishnamurthy – I Live For You
5. S.P. Balasubramaniam, Sadhana Sargam – Priyatama O Meri Priyatama
6. S.P. Balasubramaniam, Kavita Krishnamurthy – Tere In Galon Pe